# Ордервілл (Юта)
Ордервілл (англ. Orderville) — місто (англ. town) в США, в окрузі Кейн штату Юта. Населення — 598 осіб (2020).

## Географія
Ордервілл розташований за координатами 37°15′11″ пн. ш. 112°39′24″ зх. д. / 37.25306° пн. ш. 112.65667° зх. д. (37.252932, -112.656775).  За даними Бюро перепису населення США в 2010 році місто мало площу 23,71 км², уся площа — суходіл.

## Демографія
Згідно з переписом 2010 року, у місті мешкало 577 осіб у 209 домогосподарствах у складі 155 родин. Густота населення становила 24 особи/км².  Було 260 помешкань (11/км²).
Расовий склад населення:
| - 98,1 % — білих - 0,5 % — азіатів - 0,2 % — корінних американців |

До двох чи більше рас належало 0,7 %. Частка іспаномовних становила 2,4 % від усіх жителів.
За віковим діапазоном населення розподілялося таким чином: 27,0 % — особи молодші 18 років, 55,8 % — особи у віці 18—64 років, 17,2 % — особи у віці 65 років та старші. Медіана віку мешканця становила 42,5 року. На 100 осіб жіночої статі у місті припадало 101,0 чоловіків;  на 100 жінок у віці від 18 років та старших — 98,6 чоловіків також старших 18 років.
Середній дохід на одне домашнє господарство  становив 61 599 доларів США (медіана — 53 352), а середній дохід на одну сім'ю — 67 266 доларів (медіана — 57 188). Медіана доходів становила 40 000 доларів для чоловіків та 38 542 долари для жінок. За межею бідності перебувало 5,5 % осіб, у тому числі 3,3 % дітей у віці до 18 років та 3,4 % осіб у віці 65 років та старших.
Цивільне працевлаштоване населення становило 373 особи. Основні галузі зайнятості: мистецтво, розваги та відпочинок — 36,2 %, освіта, охорона здоров'я та соціальна допомога — 17,7 %, роздрібна торгівля — 14,7 %.